# Mondfinsternis vom 23./24. Mai 632 v. Chr.
Die Beobachtungseinzelheiten der Mondfinsternis vom 23./24. Mai 632 v. Chr. (-631 nach astronomischer Zeitrechnung, Sarosperiode 30) wurden von einem babylonischen Astronomen auf einer Keilschrifttafel protokolliert. Die zu der Gattung der ACT-Texte gehörende Aufzeichnung (BM 35115) befindet sich gegenwärtig im British Museum zu London.
Der im julianischen Kalendersystem angegebene 23./24. Mai 632 v. Chr. entspricht in Umrechnung auf den heutigen gregorianischen Kalender dem 16./17. Mai 632 v. Chr. Besondere Bedeutung erlangte diese Aufzeichnung unter anderem durch den Bezug auf den babylonischen König Kandalanu.

## Erste Übersetzungen
Der Assyriologe Johann Strassmaier sowie die Astronomen Josef Epping und Franz-Xaver Kugler begannen zuerst mit der Übersetzung des babylonisch-astronomischen Keilschrifttextes.
Die damaligen herausragenden Forschungsleistungen wurden unter anderem von Otto Neugebauer fortgeführt. 1955 erschien das dreibändige Standardwerk Astronomical cuneiform Texts – Babylonian ephemerides of the Seleucid period for the motion of the sun, the moon, and the planets, das bis heute noch immer die Grundlage der babylonischen Astronomiegeschichte bildet.

## Babylonischer Text BM 35115
Bei dem erwähnten astronomischen Ereignis handelte es sich um eine partielle Mondfinsternis, die aufgrund der Angaben im Keilschrifttext genau zu datieren war. Durch Überprüfung mit anderen historischen Finsternissen wurde festgestellt, dass die historischen Datierungen von den zurückgerechneten Werten abweichen. Die entsprechende Zeitdifferenz wird als „ΔT“ bezeichnet.
Unter Berücksichtigung des ΔT begann in Babylonien die partielle Phase der Mondfinsternis etwa um 23:40 Uhr des 16. Mai 632 v. Chr. und erreichte am 17. Mai gegen etwa 0:25 Uhr ihr Maximum:

„Kandalanu 16. Jahr: 15. Simanu, nach 5 Monaten, der Nordwind wehte. [...] hinter Skorpion [verfinsterte sich der Mond].“